# Затъмнението
„Затъмнението“ (на италиански: „L'Eclisse“) е филм на Микеланджело Антониони от 1962 година, с участието на Ален Делон и Моника Вити. Филмът печели специалната награда на журито на кинофестивала в Кан през 1962 и освен това е номиниран за Златна палма.

## Сюжет
Филмът проследява момент от живота на младата Витория (Моника Вити), която след като приключва романтичната си връзка с Рикардо (Франсиско Рабал), се запознава с млад брокер (Ален Делон), с когото осъществяват кратък романс. Въпреки очевидното привличане между двамата филмът приключва с продължителен монтаж на кадри от мястото, на което двамата си уговарят срещи. Изненадата за зрителя е обаче, че въпреки уговорената среща на мястото не се появява никой от двамата.

## В ролите
| Изпълнител      | Роля               |
| --------------- | ------------------ |
| Ален Делон      | Пиеро              |
| Моника Вити     | Витория            |
| Франсиско Рабал | Рикардо            |
| Луи Сение       | Ерколи             |
| Лилиа Бриноне   | Майката на Витория |
| Росана Рори     | Анита              |
| Мирела Рикиарди | Марта              |

## Награди и номинации
- 1962 Филмов фестивал в Кан – Награда на журито – Печели (Микеланджело Антониони)
- 1962 Филмов фестивал в Кан – Златна палма – Номониран (Микеланджело Антониони)